# 症狀和徵候

急性HIV感染的症狀（包括頭痛及嘔吐）及徵候（包括肝臟胰臟腫大）

症狀和徵候（symptoms and signs）是有關疾病、創傷或是其他醫學狀況，患者經歷到的症狀（symptom），以及可以觀測到的徵候（sign）。症狀是患者所述的主觀體驗；而徵候是客觀，可以外部偵測到的。
症狀是患者主觀感受，例如感覺發燒、頭痛、麻痹或是身體其他部分的疼痛；徵候的例子則包括肌肉紅腫、體溫偏高或偏低，血壓偏高或偏低，或是在醫學影像檢查中發現的異常情形。。有些徵候對病人來說可能是無意義，甚至自己察覺不到的，例如血壓升高、血糖超標，但是對於診斷及治療是很重要的參考指標。
有些症狀只有病人本身感知，然而徵候卻有可能被病人以外的人察覺到。兩者之間的差異和病史及理學檢查之間的差異有些關係。症狀只會在病史中出現，而徵候會出現在病史及理學檢查中。像是皮疹和肌肉颤动等臨床徵候（clinical sign）是病人及其他人都可以察覺的。有些徵候需要醫學上的專業才會知道，因此只會在理學檢查中出現。例如低血钙或是嗜中性白血球低下都需要血液检查才可得知。若病人曾發現到一些徵候，但後來未再出現（例如曾經出現皮疹），這種徵候會列在病史中，不會列在理學檢查，因為醫師無法獨立確認此徵候是否有出現。

## 症狀和徵候

### 症狀
症狀又稱病狀、徵狀，在疾病分类学的領域裡，「症狀」是描述疾病的重要參數之一，代表的是「來自病人的主觀感受」。英文的symptom，字根來自於希臘文σύμπτωμα，意思是「降臨在身上的不幸與惡運」。。
症狀可以簡單分為急性的或是慢性的，不過除了急性及慢性外，也有复发或缓解等不同的情形。也有些病症沒有症狀（例如亚临床感染，或一些無症狀病，有時高血壓也是無症狀病）。
全身症狀或一般性症狀是指和疾病有關的系統性反應（例如发热、不适、厌食、体重减轻等），這類症狀不是只影響特定器官或是部位，而是會影響到全身。
主訴（chief complaint）、出現症狀（presenting symptom）是指造成患者不適而前來就醫的症狀。最後經醫師判斷後選擇具重要性、嚴重性、特異性，或具診斷病徵性（pathognomonic）者則稱為主要症狀（cardinal symptoms）。
一些症状在多个疾病中都会出现，而有些症状则出现在小范围的疾病中。例如突发性单眼失明的起因就比恶心要狭窄许多。有些症状可能对于患者或是护理患者的医生而言是具有误导性的，例如胆囊上的炎症的症狀中會有于右肩膀上的疼痛，很有可能误导患者以为是与腹部无关的疾病导致或属于肌肉拉伤。

### 徵候
醫學徵象（英語：medical sign）又称徵候、體徵、病徵，指在進行身體檢查或病理檢查時，能夠提供醫生對醫療進展及疾病狀況的跡象及指標，通常是可客觀測度得到的。

## 症狀和徵候的區別
症狀與徵候不同，前者為病患主觀感受，例如麻痹；徵候則是可客觀觀察的資訊，例如肌肉紅腫。有些徵候對病人來說可能是無意義，甚至自己察覺不到的，例如血壓升高，但是對於診斷及治療是很重要的參考指標。

## 術語

### 非特異性症狀
非特異性症狀（Non-specific symptoms）是指病患提出的症狀不一定和特定疾病或是某身體組織有關。例如疲倦是許多急性或慢性疾病的特徵，可能是心理疾病，也可能不是，可能是初次症狀，也可能是二次症狀。疲倦也是一個人在經過勞累或是一天結束後所會有的正常反應。

### 活性及負性症狀
精神疾病的症狀（特別是思覺失調症的症狀）可以分為活性症狀及負性症狀。
- 活性症狀（Positive symptoms）是指患者會出現，但大多數正常人不會出現的症狀。一般是日常功能的過度出現或是扭曲（也就是附加在日常功能上的一些經驗或是行為）[16]。例如幻觉、妄想或是奇特行為[13]。
- 負性症狀（Negative symptom）是一般而言正常人會有，但在患者身上較少甚至沒有的行為或是機能，因此負性症狀是指缺少了正常運作能力的情形[16]。例如社會退縮、冷漠、失乐及注意力的缺乏[14]。